# Heinrich Scheller
Heinrich "Heini" Scheller, född 3 augusti 1929, död 1 september 1957, var en schweizisk roddare.
Scheller blev olympisk silvermedaljör i fyra med styrman vid sommarspelen 1952 i Helsingfors.